# Hybro
Hybro was een internationaal actief vleeskuikenfokbedrijf, met hoofdkantoor in Boxmeer en verkoop- en servicekantoren in Spanje, Thailand, Indonesië, India, Brazilië, Hongarije en Polen. Daarnaast werkte het bedrijf met agenten en distributeurs wereldwijd. Hybro exporteerde eendagskuiken(groot)ouderdieren naar meer dan tachtig landen wereldwijd. Het bedrijf was het kleinste van de vier grote bedrijven die de markt van genetisch materiaal voor vleeskuikens voor meer dan 90% in handen hebben.
Op 3 juli 2008 werd Hybro verkocht aan  concurrent Cobb-Vantress. Voor de verkoop heeft Hendrix Genetics preferente aandelen van Cobb-Vantress ontvangen.